# Stillmatic
Stillmatic ist das fünfte Studioalbum des US-amerikanischen Rappers Nas, das im Dezember 2001 erschien.

## Entstehung und Veröffentlichung
Die Erstveröffentlichung von Stillmatic erfolgte am 18. Dezember 2001 bei Columbia Records. Das Album erschien in seiner Originalausführung als CD mit 14 Titeln (Katalognummer: CK 85736). Zeitgleich erschienen auch mehrere Deluxeversionen mit 15 beziehungsweise 17 Titeln.
Geschrieben wurden die Lieder vom Interpreten selbst, zusammen mit verschiedenen, wechselnden Koautoren. Die Produktion erfolgte ebenfalls durch verschiedene Produzenten.

## Titelliste
1. Stillmatic (Intro) (produziert von Hangmen 3)
2. Ether (produziert von Ron Browz)
3. Got Ur Self A… (produziert von der Megahertz Music Group)
4. Smokin (produziert von Nas)
5. You're da Man (produziert von Large Professor)
6. Rewind (produziert von Large Professor)
7. One Mic (produziert von Nas & Chucky Thompson)
8. 2nd Childhood (produziert von DJ Premier)
9. Destroy and Rebuild (produziert von Baby Paul & Mike Risko)
10. The Flyest featuring AZ (produziert von L.E.S.)
11. Rule featuring Amerie (produziert von Trackmasters Entertainment)
12. My Country (produziert von Lofey)
13. What Goes Around (produziert von Salaam Remi)
14. Every Ghetto featuring Blitz (Bonus-Titel) (produziert von L.E.S.)[1]

## Samples
11 der 14 Titeln des Albums verwenden Samples:
- Stillmatic (Intro): "Let Me Be Your Angel" von Stacy Lattisaw
- Ether: "Fuck Friendz" von 2Pac, "Who Shot Ya?" von The Notorious B.I.G.
- Got Ur Self A...: "Woke Up This Morning" von Alabama 3
- You're Da Man: "Sugar Man" von David Holmes, "Theme from Exodus" von Pat Boone und Ernest Gold
- Rewind: "It's Yours" von T La Rock, "Monkey Island" von The J. Geils Band, "I'm Not Rough" von The J. Geils Band
- One Mic: "In the Air Tonight" von Phil Collins,"I'm Gonna Love You Just a Little More Baby" von Barry White
- 2nd Childhood: "Born to Love" von Peabo Bryson & Roberta Flack, "Da Bridge 2001" von QB's Finest, "N.Y. State of Mind Pt. II" von Nas
- Destroy & Rebuild: "The Bridge is Over" von Boogie Down Productions
- The Flyest: "Child of Tomorrow" von Badder Than Evil
- Rule: "Everybody Wants to Rule the World" von Tears for Fears
- Every Ghetto: "Main Title" von John Williams

## Kommerzieller Erfolg

### Chartplatzierungen
Stillmatic avancierte mit Rang fünf zum Top-10-Erfolg im Vereinigten Königreich.
| ChartsChartplatzierungen       | Höchstplatzierung | Wochen |
| ------------------------------ | ----------------- | ------ |
| Deutschland (GfK)              | 64 (7 Wo.)        | 7      |
| Schweiz (IFPI)                 | 56 (10 Wo.)       | 10     |
| Vereinigte Staaten (Billboard) | 92 (1 Wo.)        | 1      |
| Vereinigtes Königreich (OCC)   | 5 (38 Wo.)        | 38     |

| ChartsJahrescharts (2002)      | Platzierung |
| ------------------------------ | ----------- |
| Vereinigte Staaten (Billboard) | 31          |

### Auszeichnungen für Musikverkäufe
| Land/Region                  | Auszeichnungen für Musikverkäufe (Land/Region, Auszeichnung, Verkäufe) | Verkäufe  |
| ---------------------------- | ---------------------------------------------------------------------- | --------- |
| Kanada (MC)                  | Gold                                                                   | 50.000    |
| Vereinigte Staaten (RIAA)    | Platin                                                                 | 1.000.000 |
| Vereinigtes Königreich (BPI) | Gold                                                                   | 100.000   |
| Insgesamt                    | 2× Gold · 1× Platin ·                                                  | 1.150.000 |